# Блуитген, Коре
Коре Блуитген (Блюйтген, дат. Kåre Bluitgen; 10 мая 1959) — датский писатель
, журналист и педагог. Писал романы, рассказы, научно-популярные книги, биографии (в том числе пророка Мухаммеда), эссе, пьесы, сценарии для фильмов, полемические и другие произведения. Писал во многих жанрах, включая фэнтези, магический реализм и историческую прозу. Действие его книг часто происходит в Латинской Америке. Блюитген — социалист, что нашло отображение в его творчестве и участии в левом движении с 1970-х годов, когда он присоединился к партии «Левые социалисты».

## Жизнь и творчество
Коре Блютген получила профессиональное образование в области преподавания и журналистики. С 1994 года работает писателем. Его творчество включает широкий спектр романов для детей, подростков и взрослых. Кроме того, он является автором научно-популярной литературы, пьес, сценариев и т. д. Коре Блютген также работал переводчиком, лектором, издателем и инструктором в народных средних школах Дании. Коре Блютген писал как исторические романы, так и художественную литературу на более свободную тематику, но зачастую темами его книг были политика, религия и философия. Самой длинной его работой является «Шёпот Одина» в четырех томах, за который он получил премию Statens Kunstfonds. 
Блютген много путешествовал, в том числе для работы над своими книгами и фильмами, посетив Северную Корею, Эритрею, Южную Африку, Мексику, Курдистан, Киргизию, Бирму, Гаити, Либерию и другие места. Многие из написанных в итоге произведений поднимают темы диктатуры, расизма и прав человека: «Королева хлопка» (ЮАР, 1988), «Мы носим саваны» (Палестина, 1989), «Завоеватели» (Мексика, 1995), «Сон о Бирме» (Мьянма, 2005), «Смех в сердце» (Афганистан, 2009).
Стоя на соборной площади в Сан-Сальвадоре в 1980 году, он стал свидетелем убийства архиепископа Оскара Ромеро ультраправым эскадроном смерти. С тех пор он лично наблюдал за введением военного положения в Польше, позиционной войной между Эритреей и Эфиопией и гражданской войной в Либерии.
Религиозные темы легли в основу таких работ автора, как «Женщины у безумной реки» (индуизм, 2007) и «Коран и жизнь пророка Мухаммеда» (ислам, 2006). Когда он писал детскую книгу «Коран и жизнь пророка Мухаммеда» (Koranen og profeten Muhammeds liv), то столкнулся с трудностями при поиске иллюстраторов, которые опасались угроз со стороны исламских экстремистов. Датская газета Jyllands-Posten отреагировала на сообщавшую об этом статью обращением к 40 иллюстраторам с просьбой нарисовать карикатуры на Мухаммеда. Двенадцать из них были опубликованы в газете 30 сентября 2005 года, что вызвало международный скандал вокруг карикатур на Мухаммеда.
Так косвенным образом книга Блуитгена оказалась у истоков цепочки последовавших событий; ничто действительно содержащееся в «Коране и пророке Мухаммеде» не отобразилось в этом скандале. Выполненное для книги изображение Мухаммеда было почтительным и воспроизведилось в нескольких образовательных пособиях, знакомящих с исламом как школьников-мусульман, так и немусульман. В 2009 году Блюитген опубликовал «Аннотированный Коран», ставший первым датским переводом и пересказом смыслов Корана, в котором толкования самых известных исламских комментаторов Корана связаны с отдельными сурами.
За свои произведения, имеющие международное значение, он получил ряд самых выдающихся датских литературных премий, а его книги были переведены на множество языков (английский, немецкий, шведский, голландский, корейский, фарси, турецкий, арабский, урду).

## Произведения
- Ernesto (1987) («Эрнесто»)
- Bomuldens dronning (1988) («Королева хлопка»)
- Jaguaren ved verdens ende (1989) («Ягуар на краю света»)
- Vi har iført os ligklæder (1989) («Мы носим саваны», «Мы надели погребальные одежды»)
- Sabers udsendinge (1991) («Эмиссары Сэйбер»)
- Bødlens bud (1992) («Заповедь палача»)
- Lossen med guldører (1994) («Рысь с золотыми ушами»)
- Erobrerne (1995) («Завоеватели»)
- Og stjernene er af guld (1997) («И звезды сделаны из золота»)
- Himmelbrønden (1997) («Небесный колодец»)
- En kuffert i Marokko (1999) («Чемодан в Марокко»)
- Løbende Bjørn (1999) («Бегущий медведь»)
- En støvle faldt fra hislen (2000) («Сапог упал с небес»)
- Til gavn for de sorte (2002) («На благо черных»)
- Døgnfluen Viva (2002) («Майская муха Вива»)
- Koranen og profeten Muhammeds liv (2006) (2013, электронная книга: ISBN 978-87-996000-5-2)
- Koranen komenteret (2009) (Комментарий к Корану)
- Koranen gendigtet (2009) (Пересказ Корана)
- De skyggefulde haser (2020) Иллюстрированный Коран для подростков, иллюстрированный Босхом Фаустином
- Tyran er væk! (2012) («Тиран ушел!»)
- Verdens største opdagelsesrejse. En fortælling om Vitus Bering (2012) («Величайшее в мире путешествие открытий. Повесть о Витусе Беринге»)
- Jens Munk. Med isen som fjende. (2013) («Йенс Мунк. Со льдом как врагом»)
- Hark Oluf. Den danske slave (2014) («Харк Олуф. Датский раб»)
- Jørgen Jørgensen. Konge, straffefange og menneskejæger (2014) («Йёрген Йёргенсен. Король, осужденный и охотник»)
- Den Bedste Bog (2015) («Лучшая книга»)
- Nok er nok! (2015) («Хватит!»)
- Prinsessehjerte (2015) («Сердце принцессы»)
- I kamp for Kalifatet (2015) («Битва за Халифат»)
- Nina Bang. Som mælkebøtter gennem asfalt — kvindernes kamp (2016) («Нина Банг. Как одуванчики сквозь асфальт — женская борьба»)
- Jeg vil gerne klippes ligesom Kim Jong Un (2016) («Я хочу стрижку, как у Ким Чен Ына»)